# Euphaedra sardetta
Euphaedra sardetta är en fjärilsart som beskrevs av Berger 1916. Euphaedra sardetta ingår i släktet Euphaedra och familjen praktfjärilar. Inga underarter finns listade i Catalogue of Life.